# Sphecomimax albocoxalis
Sphecomimax albocoxalis är en fjärilsart som beskrevs av Felix Bryk 1953. Sphecomimax albocoxalis ingår i släktet Sphecomimax och familjen björnspinnare. Inga underarter finns listade i Catalogue of Life.